# Episodi de Gli uomini della prateria (prima stagione)
La prima stagione della serie televisiva Gli uomini della prateria è andata in onda negli Stati Uniti dal 9 gennaio 1959 al 10 luglio 1959 sulla CBS.
| nº | Titolo originale                   | Prima TV USA     | Titolo italiano | Prima TV Italia |
| -- | ---------------------------------- | ---------------- | --------------- | --------------- |
| 1  | Incident of the Tumbleweed         | 9 gennaio 1959   |                 |                 |
| 2  | Incident at Alabaster Plain        | 16 gennaio 1959  |                 |                 |
| 3  | Incident with an Executioner       | 23 gennaio 1959  |                 |                 |
| 4  | Incident of the Widowed Dove       | 30 gennaio 1959  |                 |                 |
| 5  | Incident on the Edge of Madness    | 6 febbraio 1959  |                 |                 |
| 6  | Incident of the Power and the Plow | 13 febbraio 1959 |                 |                 |
| 7  | Incident at Barker Springs         | 20 febbraio 1959 |                 |                 |
| 8  | Incident West of Lano              | 27 febbraio 1959 |                 |                 |
| 9  | Incident of the Town in Terror     | 4 marzo 1959     |                 |                 |
| 10 | Incident of the Golden Calf        | 13 marzo 1959    |                 |                 |
| 11 | Incident of the Coyote Weed        | 20 marzo 1959    |                 |                 |
| 12 | Incident of the Chubasco           | 3 aprile 1959    |                 |                 |
| 13 | Incident of the Curious Street     | 10 aprile 1959   |                 |                 |
| 14 | Incident of the Dog Days           | 17 aprile 1959   |                 |                 |
| 15 | Incident of the Calico Gun         | 24 aprile 1959   |                 |                 |
| 16 | Incident of the Misplaced Indians  | 1º maggio 1959   |                 |                 |
| 17 | Incident of Fear in the Streets    | 8 maggio 1959    |                 |                 |
| 18 | Incident Below the Brazos          | 15 maggio 1959   |                 |                 |
| 19 | Incident of the Dry Drive          | 22 maggio 1959   |                 |                 |
| 20 | Incident of the Judas Trap         | 5 giugno 1959    |                 |                 |
| 21 | Incident in No Man's Land          | 12 giugno 1959   |                 |                 |
| 22 | Incident of a Burst of Evil        | 26 giugno 1959   |                 |                 |
| 23 | Incident of the Roman Candles      | 10 luglio 1959   |                 |                 |

## Incident of the Tumbleweed
- Prima televisiva: 9 gennaio 1959
- Diretto da: Richard Whorf
- Soggetto di: Curtis Kenyon

### Trama
- Guest star: David Whorf (Norm Morton), Val Dufour (Luke Storm), Bill Hale (Jed Ryan), Bob Steele (vice Art Gray), Terry Moore (Dallas Storm), John Larch (Lennie Dawson), Tom Conway (Sinclair), Frank Wilcox (marshal Will Jackson), Maurice Manson (Matt Hayes), John War Eagle (Virgo)

## Incident at Alabaster Plain
- Prima televisiva: 16 gennaio 1959
- Diretto da: Richard Whorf
- Scritto da: David Swift

### Trama
- Guest star: Joe De Santis (Justin Cardin), Troy Donahue (Buzz Travis), Peter Mamakos (Kellum), Suzanne Lloyd (Verbena Cardin), Myron Healey (guardia), Martin Balsam (padre Fabian), Peter Mark Richman (Ward Mastic)

## Incident with an Executioner
- Prima televisiva: 23 gennaio 1959
- Diretto da: Charles Marquis Warren
- Scritto da: James Edmiston

### Trama
- Guest star: Martin Milner (Johnny Doan), Marguerite Chapman (Madge), Stafford Repp (Van Riesen), William Schallert (commesso viaggiatore), Dan Duryea (Jardin), Glenn Gordon (conducente della diligenza), Jan Shepard (Mary), James Drury (Kenley)

## Incident of the Widowed Dove
- Prima televisiva: 30 gennaio 1959
- Diretto da: Ted Post
- Scritto da: David Lang

### Trama
- Guest star: Fred Graham (barista), Vic Perrin (Poke), Dick Ryan (becchino), Harry Harvey (tipografo), Harry Lauter (Billy Grant), Sally Forrest (Clovis Lindstrom), Jay C. Flippen (marshal Lindstrom), Harry Shannon (marshal Claggart), Henry Wills (croupier)

## Incident on the Edge of Madness
- Prima televisiva: 6 febbraio 1959
- Diretto da: Andrew V. McLaglen
- Scritto da: Herbert Little, Jr., David Victor

### Trama
- Guest star: Duane Grey (Brad), Alan Marshal (Warren Millet), Jester Hairston (Zachariah), Fay Roope (sindaco Haslip), Lon Chaney, Jr. (tenente Jesse Childress), Marie Windsor (Narcie Adams), Ralph Reed (Boston), George Hickman (professore)

## Incident of the Power and the Plow
- Prima televisiva: 13 febbraio 1959
- Diretto da: Andrew V. McLaglen
- Scritto da: Fred Freiberger

### Trama
- Guest star: Sandy Kenyon (negoziante), Malcolm Atterbury (Will Morton), Robert Gist (sceriffo), Jeanne Bates (Henny Morton), Brian Donlevy (Jed Reston), Jack Williams (Bannion), Michael Pate (Taslatch), Dick Van Patten (Matt Reston), Rodolfo Acosta (capo Comanche), Carol Thurston (Waneea)

## Incident at Barker Springs
- Prima televisiva: 20 febbraio 1959
- Diretto da: Charles Marquis Warren
- Scritto da: Les Crutchfield

### Trama
- Guest star: Richard Gilden (Lance), June Lockhart (Rainy Dawson), Bill Hale (Marshal Tobin), DeForest Kelley (Slate Prell), Paul Richards (Brazo)

## Incident West of Lano
- Prima televisiva: 27 febbraio 1959
- Diretto da: Charles Marquis Warren
- Scritto da: Buckley Angell

### Trama
- Guest star: Jacqueline Mayo (Margaret Haley), James Anderson (Traxel), Abby Dalton (Ruth Haley), K. L. Smith (Dawson), Ron Soble (Monroe), Robert H. Harris (Joe Blaney), Martha Hyer (Hanna Haley), Nancy Hadley (Emily Haley)

## Incident of the Town in Terror
- Prima televisiva: 4 marzo 1959
- Diretto da: Ted Post
- Scritto da: Oliver Crawford

### Trama
- Guest star: Dan White (cittadino), Harry Townes (Amos Stauffer), Patrick O'Moore (Matt Novak), Garry Walberg (Yaeger's Pal), Margaret O'Brien (Betsy Stauffer), Don C. Harvey (Joe Greevey), Kem Dibbs (Yaeger), Russ Conway (Josh Miller), James Gavin (Windy), Milan Smith (Kyle Jeffers)

## Incident of the Golden Calf
- Prima televisiva: 13 marzo 1959
- Diretto da: Jesse Hibbs
- Scritto da: Endre Bohem

### Trama
- Guest star: John Pickard (Clint Crowley), Charles H. Gray (Flagg), Chuck Roberson (Baxter), Richard Shannon (Fred Rocket), Macdonald Carey (Brother Bent), Clem Fuller (Inn Keeper)

## Incident of the Coyote Weed
- Prima televisiva: 20 marzo 1959
- Diretto da: Jesse Hibbs
- Scritto da: David Lang

### Trama
- Guest star: James Gavin (Grady), Buzz Martin (Roy Evans), Garry Walberg (Finch), Kem Dibbs (Porter), Rick Jason (Rivera), Jorge Moreno (Sanchez)

## Incident of the Chubasco
- Prima televisiva: 3 aprile 1959
- Diretto da: Buzz Kulik
- Scritto da: Al C. Ward

### Trama
- Guest star: Noah Beery Jr. (Arkansas), George Brent (Jefferson Devereaux), Olive Sturgess (Sally Devereaux), John Ericson (Tom Bryan), Stacy Harris (Riggs)

## Incident of the Curious Street
- Prima televisiva: 10 aprile 1959
- Diretto da: Ted Post
- Soggetto di: N. B. Stone, Jr.

### Trama
- Guest star: James Westerfield (Matt Lucas), Mercedes McCambridge (Mrs. Miller), Dennis Cross (Waldo), Whitney Blake (Angie Miller), Ralph Moody (Ed Cory)

## Incident of the Dog Days
- Prima televisiva: 17 aprile 1959
- Diretto da: George Sherman
- Scritto da: Samuel A. Peeples

### Trama
- Guest star: Ross Elliott (Carl Myers), John Vivyan (Toby Clark), Milan Smith (Kyle Jeffers), Craig Duncan (Bates), Don Dubbins (Billy Carter/Johnny Kimber), R. G. Armstrong (Talby), Addison Richards (Jed Blaine), Hal Roth (Ross)

## Incident of the Calico Gun
- Prima televisiva: 24 aprile 1959
- Diretto da: Jesse Hibbs
- Scritto da: Winston Miller

### Trama
- Guest star: Steve Mitchell (Dave), Gloria Talbott (Jenny Watson), Gene Collins (Kid), Myron Healey (Jeb), Jack Lord (Blake), Damian O'Flynn (pagatore)

## Incident of the Misplaced Indians
- Prima televisiva: 1º maggio 1959
- Diretto da: Jesse Hibbs
- Scritto da: David Victor, Herbert Little, Jr.

### Trama
- Guest star: Richard Hale (Moon), Virginia Gregg (Clarissa Gray), Milan Smith (Kyle Jeffers), Robert Carson (capitano Brando), Kim Hunter (Amelia Spaulding), Lyle Talbot (dottor Otis Gray), Rodd Redwing (nativo americano)

## Incident of Fear in the Streets
- Prima televisiva: 8 maggio 1959
- Diretto da: Andrew V. McLaglen
- Scritto da: Fred Freiberger

### Trama
- Guest star: Amzie Strickland (Bess Hargrove), Guy Stockwell (Greg Mason), John Cole (Bailey), Len Hendry (titolare del negozio), Gary Merrill (Jed Mason), Morris Ankrum (dottor Tom Jackson), Corey Allen (Mel Mason), Bobby Driscoll (Wilt Mason), Don Haggerty (Mort Kendricks), Whit Bissell (Sam Harris), Bob Steele (Art Jameson), Eleanor Ayer (Mandy Harris), Ed Nelson (Kels Morgan), Edward Faulkner (Brett Mason), Olan Soule (Frank Sanford), Milan Smith (Kyle Jeffers)

## Incident Below the Brazos
- Prima televisiva: 15 maggio 1959
- Diretto da: Jack Arnold
- Scritto da: Herbert Purdom

### Trama
- Guest star: Irene Tedrow (Minnie Lou), Martin Landau (Cort), John Craven (Hornbeck), William Joyce (Ken Wade), Leslie Nielsen (Eli Becker), Kathleen Crowley (Millie Wade), Alan Reynolds (Loomis)

## Incident of the Dry Drive
- Prima televisiva: 22 maggio 1959
- Diretto da: Andrew V. McLaglen
- Scritto da: John Dunkel

### Trama
- Guest star: Victor Jory (Jess Hode), Ron Hagerthy (Jim Hode), Jean Inness (Carrie Hode), Chris Alcaide (Gates)

## Incident of the Judas Trap
- Prima televisiva: 5 giugno 1959
- Diretto da: Jesse Hibbs
- Scritto da: David Lang

### Trama
- Guest star: Paul McGuire (Smith), Larry Thor (Brown), Rush Williams (Forrester), Rick Arnold (Rick), Nina Foch (Medrina Wilcox), Hugh Sanders (Marshal McVie), Gerald Mohr (Brad Morgan), Jane Nigh (Paula Wilcox), Phyllis Coates (Nora Sage), John Bleifer (Peely), Milan Smith (Kyle Jeffers), John Cole (Bailey)

## Incident in No Man's Land
- Prima televisiva: 12 giugno 1959
- Diretto da: Jack Arnold
- Scritto da: Buckley Angell
- Soggetto di: Lawrence L. Goodman

### Trama
- Guest star: Adam Williams (Kallino), Reed Hadley (Clement), Larry J. Blake (guardia), Mary Beth Hughes (Sarah), Brian Keith (Todd McCauley), Ron Foster (Charlie Cooper), Don Megowan (Jack Viner), Dee J. Thompson (Liz Viner), Shirley Knight (Jenny Cooper), Phyllis Avery (Ann McCauley), Maria Monay (Mary)

## Incident of a Burst of Evil
- Prima televisiva: 26 giugno 1959
- Diretto da: Buckley Angell
- Scritto da: George Sherman

### Trama
- Guest star: Ralph Votrian (ragazzo), Kenneth R. MacDonald (cittadino), Ezelle Poole (donna), Jeanne Tatum (negoziante), Linda Cristal (Louisa Maria Fuentes), H. M. Wynant (Jonas Lester), Elisha Cook, Jr. (Bing), Charles Bateman (Hess), Eve McVeagh (Beulah), Russ Bender (negoziante), Dick Nelson (guardia)

## Incident of the Roman Candles
- Prima televisiva: 10 luglio 1959
- Diretto da: Stuart Heisler
- Scritto da: Jan Winters

### Trama
- Guest star: Will Wright (nonno), William Henry (Sam Colby), Richard Eyer (David Colby), Robert Ellenstein (Stan Bodie), David McMahon (Larch), Gerald Milton (Mooney), Zon Murray (Harv), Beverly Garland (Jennie Colby)